# 粗坑大峭壁
粗坑大峭壁，其名取自當地地名「粗坑」，又名千丈崖或大崩壁，位於台灣南投縣中寮鄉市區東境，是一座第三紀地層粗坑層裸露的大崩壁，外觀呈現順向坡，是近年被發現的新興旅遊景點。

## 外部連結
- 社區深度之旅-社區之美 南投縣中寮鄉龍眼林社區